# Oleum

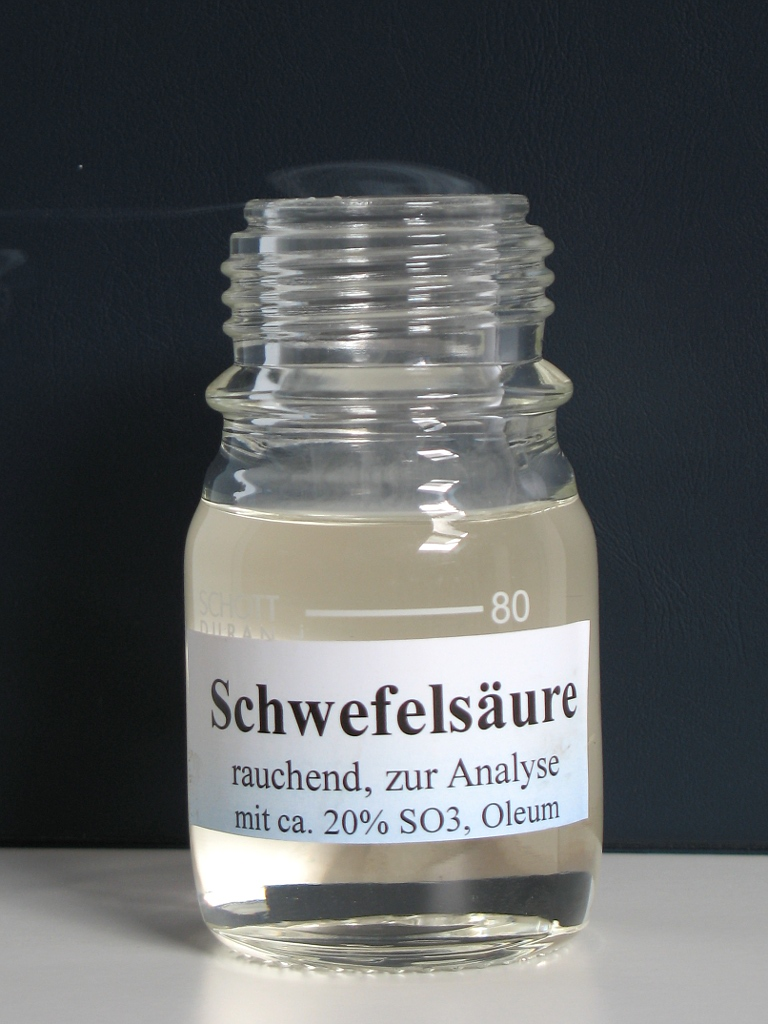
Oleum

Oleum, ook wel rokend zwavelzuur genoemd, is een oplossing van zwaveltrioxide (SO3) in geconcentreerd zwavelzuur (H2SO4). De maximale concentratie aan SO3 bedraagt 65%. Bij 45% bevat de stof voornamelijk pyrozwavelzuur.
De oplossing is sterk oxiderend en geeft dampen af met een sterk prikkelende (stekende) geur. In aanraking met metalen wordt er waterstofgas gevormd, waardoor het metaal ook wordt aangetast. De damp is ongeveer drie keer zwaarder dan lucht en verspreidt zich daardoor over de grond.
Oleum vindt toepassing als katalysator in het productieproces van sommige bedrijven. In de productie van de kunststofvezel Twaron wordt oleum gebruikt als oplosmiddel, omdat oleum het enige is waar het polymeer in oplost.